# Benno Moiseiwitsch
Benno Moiseiwitsch in ucraino Бенно Мойсеєвич?, Benno Mojsejevyč (Odessa, 22 febbraio 1890 – Londra, 9 aprile 1963) è stato un pianista ucraino naturalizzato britannico.

## Biografia
Nato ad Odessa, Moiseiwitsch cominciò i suoi studi all'età di sette anni all'Odessa Music Academy. Vinse il premio Anton Rubinstein a soli nove anni. Successivamente prese lezioni a Vienna da Teodor Leszetycki. Fece la sua prima esibizione a Londra nel 1909 ed ebbe il suo debutto negli Stati Uniti d'America nel 1919. Si stabilì in Inghilterra e prese la cittadinanza britannica nel 1937.
Moiseiwitsch ricevette il titolo di commendatore dell'Ordine dell'Impero Britannico (CBE) nel 1946, per l'importante contributo fornito durante la seconda guerra mondiale e consistente in centinaia di esibizioni per le truppe e le associazioni benefiche.
Sposò Daisy Kennedy, una violinista e concertista australiana, dalla quale ebbe due figlie: Sandra e la scenografa Tanya Moiseiwitsch, ed un figlio: Bruno.
Era un amico di Nikolaj Metner al quale commissionò il Piano Concerto No. 3 "Ballade" (1940-1943).

## Stile
Moiseiwitsch era particolarmente noto per le sue interpretazioni del repertorio tardo romantico, specialmente per lavori di Sergej Rachmaninov (che era un ammiratore del suo modo di suonare e definisce Moiseiwitsch come suo "erede spirituale"). Al pianoforte Moiseiwitsch era conosciuto per la sua eleganza, poesia, lirismo, brillantezza, libertà ritmica e virtuosismo.